# Konrad-Adenauer-Realschule (Landau)
Die Konrad-Adenauer-Realschule (KARS) in Landau in der Pfalz (bis 1978: Staatliche Realschule Landau) ist eine Realschule plus in kooperativer Form. Nach ihrer Gründung zog die Schule 1977 in das Schulzentrum Ost um und 2010 wieder aus dem Schulzentrum aus.

## Geschichte
Gegründet wurde die Konrad-Adenauer-Realschule 1972. Dass die Realschule, verglichen mit ortsansässigen Gymnasien, erst so spät gegründet wurde, lag daran, dass es bereits in den im Einzugsgebiet von Landau gelegenen Ortschaften Herxheim und Edenkoben Realschulen gab.
Anfänglich war die Schule unter dem Namen Realschule Landau im Gebäude der heutigen Nordringschule am Alten Meßplatz in Landau untergebracht, zog jedoch 1977 in das frisch errichtete Schulzentrum um. Das Schulzentrum war zu dieser Zeit alleiniger Standort der Realschule und zudem das modernste Schulhaus in Landau. Seit April 2007 wurde das Gebäude umgebaut, wobei die Böden, Wände, Fenster, Schränke etc. der Klassensäle und die Fachsäle für Biologie, Chemie, Physik saniert, die Aula vergrößert und die Fassaden und Rollläden erneuert wurden. Ende 2006 wurden auch die Sporthallen saniert. Im Schuljahr 2008/2009 wurde die Ganztagsschule eingeführt.
Im März 2010 wechselte die Konrad-Adenauer-Realschule in die Fortstraße 2, den ehemaligen Standort einer Hauptschule, und wurde im Sommer zur Realschule plus. Schon vor der Einführung der Realschule plus war die Realschule durch eine Duale Oberschule ergänzt worden, deren letzte Abschlussklassen im Schulzentrum Ost 2015 ausliefen. Seit dem Umzug von 2010 bis 2017 investierte die Stadt in bauliche Maßnahmen der neuen Räumlichkeiten etwa 4,25 Millionen Euro. Mit dem Schuljahr 2012/2013 wurde eine zweizügige Fachoberschule eingerichtet.

## Unterricht und schulischer Alltag
In der Orientierungsstufe werden die Schüler zusätzlich zum standardmäßigen Lehrplan der Realschule im Fach „Informationstechnische Grundbildung“ unterrichtet. In diesem Fach wird der Umgang mit dem Computer gelehrt. Bis zum Schuljahr 2004 war es so, dass die Schüler anstelle von ITG in „Erweitertem Englisch-Unterricht“ unterrichtet wurden. Im EEU wurde auf konventionelle Notengebung verzichtet und mehr Wert auf freies Sprechen gelegt.
In den Klassenstufen 7 und 8 ist es möglich, bilingualen Unterricht des Faches Erdkunde zu erhalten.
Im Rahmen des Digitalkonzepts werden die Schüler an die Arbeit mit einem Tablet herangeführt.

### Schulleitung
- Schulleiter: (Rektor) Manfred Schabowski
- Ständige Vertreterin: (Konrektorin) Eva Paul
- Zweite Konrektorin: Silvia Seebach

## Außerschulisches Engagement

### Entwicklungshilfe
Die Konrad-Adenauer-Realschule hat eine Patenschule in Ruanda, die in Anlehnung an diese Entwicklungs-Patenschaft den alten Namen der Schule Bundeskanzler-Adenauer-Schule als Beinamen trägt. Zur finanziellen Unterstützung dieser Patenschule findet alljährlich unter dem Motto „Lauf für Ruanda“ eine Spendenaktion statt. Hierbei sammeln die Schüler selbstständig Sponsoren und erhalten dann für jeden gelaufenen Kilometer eine zuvor festgesetzte Summe der Sponsoren. Organisatorin und Koordinatorin der Patenschaft ist Brigitte Wolf. Die Schule beteiligt sich an der Partnerschaft Rheinland-Pfalz-Ruanda.

### Partnerschulen
- École Secondaire de Kigoma – Bundeskanzler-Adenauer-Schule, Ruhango, Distrikt Ruhango, Ruanda[11]
- Collège des racines et des ailes, Drulingen, Elsass, Frankreich[12]
- Paul-Moor-Schule, Förderschule in Landau[11]

### CampusSchule-Netzwerk
Seit 2011 kooperiert die Konrad-Adenauer-Realschule mit der Universität in Landau zur Verknüpfung von Wissenschaft und schulpädagogischer Praxis.